# Carbajales de Alba
Carbajales de Alba es un municipio español de la provincia de Zamora, en la comunidad autónoma de Castilla y León.
Carbajales de Alba es la capital de la comarca Tierra de Alba. De esta localidad, son muy conocidos sus bordados típicos, entre los que destacan los trajes de carbajalina, cuyos orígenes se pierden más allá del siglo XVI, y que destaca por su colorido, además de haber sido galardonado a nivel internacional. Cuenta con un notable patrimonio arquitectónico tradicional, del que existen numerosas muestras dispersas por la localidad. De sus inmuebles destacan la iglesia parroquial de San Pedro, el ayuntamiento, el Fuerte de San Carlos, la fachada del palacio del marqués de Tábara, la ermita de San Amaro, o el Museo Taller de Bordados.

## Toponimia
Carbajal o Carbajales es un nombre de lugar relativamente común en el área del antiguo dominio lingüístico leonés. Los robles han recibido localmente el nombre de carbajos y carbizos. La forma patrimonial en el occidente leonés es carvayo < carvalio, con un valor genérico ‘roble’, cuya castellanización condujo a carbajo, nunca a carballo; en Zamora, sólo en áreas cercanas al gallego-portugués se registra, con regularidad, la forma palatal: carvalho, carvallo. Es abundantísima la progenie toponímica de esta base en Galicia. En cualquier caso, con este término se alude generalmente a la especie melojo (Quercus pyrenaica).

## Geografía
Localidad situada a la orilla del embalse del Esla e inmerso en la Tierra de Alba, a 28 kilómetros de Zamora, la capital provincial.

## Historia

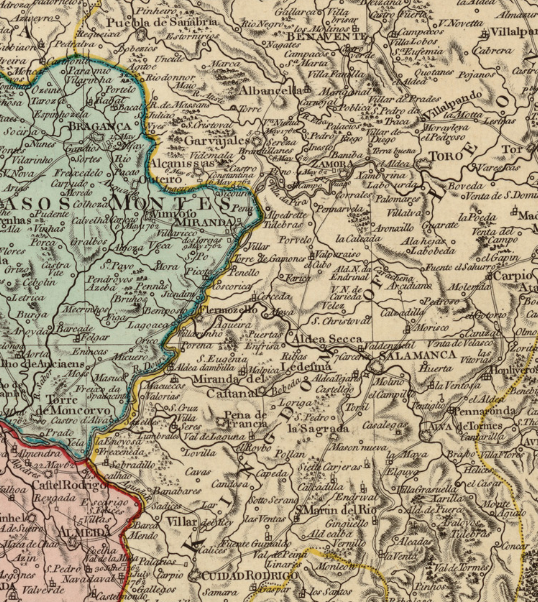
Detalle del Reino de León en el mapa The kingdoms of Portugal and Algarve from Zannoni's map, realizado en 1794 por J. Lodge, en el cual aparece Carbajales de Alba

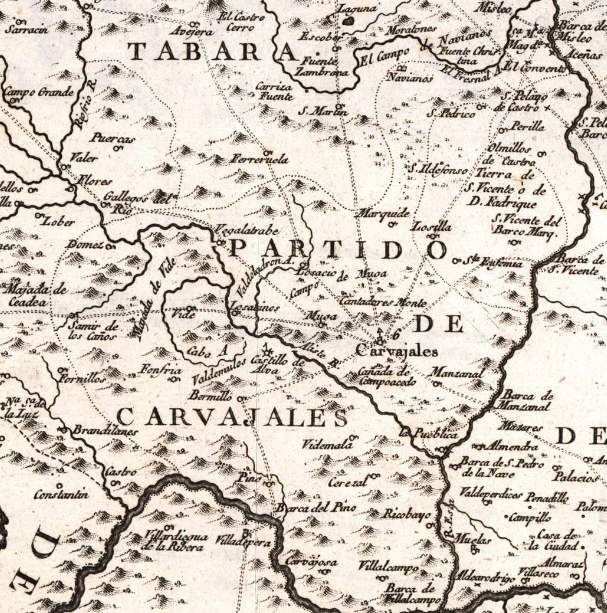
Detalle del Partido de Carbajales en el Mapa de la provincia de Zamora, realizado por Tomás López en 1773

En «Peñas Coronas», un crestón de cuarcitas situado a unos dos kilómetros al suroeste de Carbajales, fue uno de los primeros emplazamientos de este municipio. Se trata de un emplazamiento castreño, en altura y aprovechando el espigón fluvial que forma el arroyo de Alba al desembocar en el río Aliste. Se han localizado restos arqueológicos en el sector occidental y septentrional de la cumbre, precisamente en la zona que domina la confluencia, hoy muy desfigurada por la creación del embalse del Esla. Este municipio también estuvo ocupado durante la época romana, de la cual se han encontrado en las cercanías del pueblo varias estelas o miliarios romanos.
En la Edad Media, Carbajales fue repoblado por los reyes leoneses dentro de los procesos repobladores que llevaron a cabo en la zona, de cara a asegurar sus posiciones en el proceso de la Reconquista. En este sentido, el conjunto de la Tierra de Alba perteneció en los siglos XIII y XIV a la Orden del Temple, conformándose como una encomienda templaria una vez que el rey Alfonso IX de León otorgó a esta Orden la tierra de Alba, donación que se hizo efectiva en 1220 tras una posible entrega anterior.
En el siglo XVII, durante la guerra de Restauración portuguesa, Carbajales, debido a su condición de villa cercana a la frontera, sufrió las embestidas de las tropas portuguesas, que llegaron a atacar la población, tal y como reflejaba el conde de Alba de Aliste en carta fechada en Carbajales el 31 de octubre de 1641. Precisamente debido a esta guerra fue fortificado Carbajales, construyéndose el Fuerte de San Carlos.
Durante la guerra de sucesión española, Carbajales llegó a ser tomada en 1711 por las tropas portuguesas, recuperada posteriormente por las tropas de Felipe V, hecho por el cual llegó a ser sitiado en 1712 por las tropas portuguesas en el conocido como Sitio de Carbajales.
Ya en el siglo XIX, en la guerra de Independencia, el duque de Wellington llegó a ubicar el 30 de mayo de 1813 su cuartel general temporalmente en Carbajales.
Finalmente, con la creación de las actuales provincias en 1833, Carbajales quedó adscrito a la provincia de Zamora, dentro de la Región Leonesa, la cual, como todas las regiones españolas de la época, carecía de competencias administrativas. Tras la constitución de 1978, este municipio pasó a formar parte en 1983 de la comunidad autónoma de Castilla y León, junto con el resto de municipios de la provincia de Zamora.

## Demografía
Carbajales de Alba cuenta con una población de 466 habitantes (INE 2024).
| Gráfica de evolución demográfica de Carbajales de Alba entre 1842 y 2021                                                                                                 |
| |
| Población de derecho según los censos de población del INE Población de hecho según los censos de población del INEEn estos censos se denominaba Carbajales: 1842 y 1857 |

## Símbolos
El pleno del ayuntamiento de Carbajales de Alba, en sesión ordinaria celebrada el 26 de octubre de 2001, acordó aprobar el escudo heráldico y la bandera municipal con la siguiente descripción:
- Escudo mantelado. 1.º de gules, castillo de oro, mazonado de sable y aclarado de gules. 2.º de plata, león rampante de gules. Mantel de plata con árbol arrancado de sinople, surmontado de estrella de doce puntas de azur. Al timbre corona real cerrada.
- Bandera rectangular de proporciones 2:3, formada por cinco franjas horizontales en proporciones 1/6, 1/6, 2/6, 1/6 y 1/6, siendo rojas la superior y la inferior, verdes las intermedias y blanca con estrella azul de doce puntas la central a 1/3 del largo de la bandera.

## Administración y política

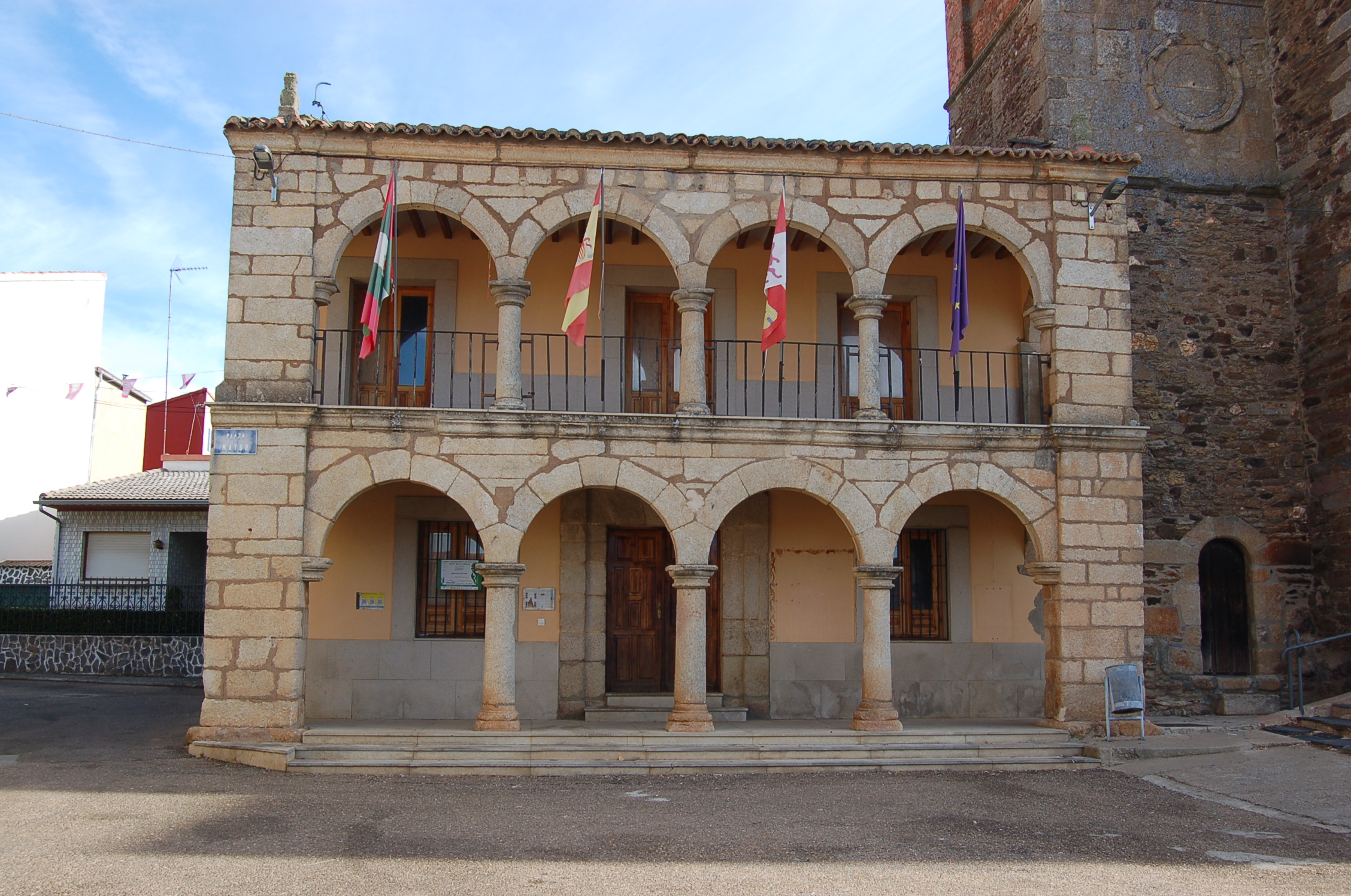
Ayuntamiento de Carbajales de Alba

### Gobierno municipal
| Periodo   | Nombre                        | Partido | Partido                                  |
| --------- | ----------------------------- | ------- | ---------------------------------------- |
| 1979-1983 | Manuel Alonso Prieto          |         | Unión de Centro Democrático (UCD)        |
| 1983-1987 | Juan Machado Garrido          |         | Alianza Popular (AP)                     |
| 1987-1991 | Augusto Garrido Gómez         |         | Partido Socialista Obrero Español (PSOE) |
| 1991-1995 | Eloy García Vicente           |         | Partido Popular (PP)                     |
| 1995-1999 | Julio Alberto Gazapo González |         | Partido Popular (PP)                     |
| 1999-2003 | Luis Eusebio Carrascal Prieto |         | Partido Socialista Obrero Español (PSOE) |
| 2003-2015 | Manuel Prieto de las Heras    |         | Partido Popular (PP)                     |
| 2015-2019 | Manuel Fidalgo Guillermo      |         | Ciudadanos (CS)                          |
| 2019-2023 | Roberto Fuentes Gervás        |         | Partido Popular (PP)                     |

| Partido político                         | 2023  | 2023  | 2023       | 2019  | 2019  | 2019       | 2015  | 2015  | 2015       | 2011  | 2011  | 2011       | 2007  | 2007  | 2007       | 2003  | 2003  | 2003       |
| Partido político                         | %     | Votos | Concejales | %     | Votos | Concejales | %     | Votos | Concejales | %     | Votos | Concejales | %     | Votos | Concejales | %     | Votos | Concejales |
| Partido Popular (PP)                     | 54,49 | 182   | 4          | 33,41 | 130   | 2          | 34,52 | 146   | 2          | 56,42 | 277   | 4          | 45,51 | 233   | 4          | 50,83 | 277   | 4          |
| Zamora Sí (ZSi)                          | 40,41 | 135   | 3          | —     | —     | —          | —     | —     | —          | —     | —     | —          | —     | —     | —          | —     | —     | —          |
| Partido Socialista Obrero Español (PSOE) | 2,39  | 8     | 0          | 24,42 | 95    | 2          | 23,17 | 98    | 2          | 42,16 | 207   | 3          | 41,21 | 211   | 3          | 42,57 | 232   | 3          |
| Por Zamora                               | —     | —     | —          | 41,13 | 160   | 3          | —     | —     | —          | —     | —     | —          | —     | —     | —          | —     | —     | —          |
| Ciudadanos (CS)                          | —     | —     | —          | —     | —     | —          | 39,95 | 169   | 3          | —     | —     | —          | —     | —     | —          | —     | —     | —          |

### Elecciones autonómicas
| Logo | Partido político                                     | Votos | Porcentaje |
| ---- | ---------------------------------------------------- | ----- | ---------- |
|      | Partido Popular (PP)                                 | 93    | 36,2 %     |
|      | Partido Socialista Obrero Español (PSOE)             | 83    | 32,3 %     |
|      | Vox                                                  | 53    | 20,6 %     |
|      | Unión del Pueblo Leonés (UPL)                        | 7     | 2,7 %      |
|      | Podemos-IU                                           | 6     | 2,3 %      |
|      | Por Zamora                                           | 4     | 1,6 %      |
|      | Ciudadanos-Partido de la Ciudadanía (Cs)             | 3     | 1,2 %      |
|      | Zamora Decide                                        | 3     | 1,2 %      |
|      | Partido Castellano-Tierra Comunera (PCAS-TC)         | 1     | 0,4 %      |
|      | Partido Animalista Contra el Maltrato Animal (PACMA) | 0     | 0,0 %      |
|      | Partido Regionalista del País Leonés (PREPAL)        | 0     | 0,0 %      |

## Patrimonio

### Patrimonio arquitectónico

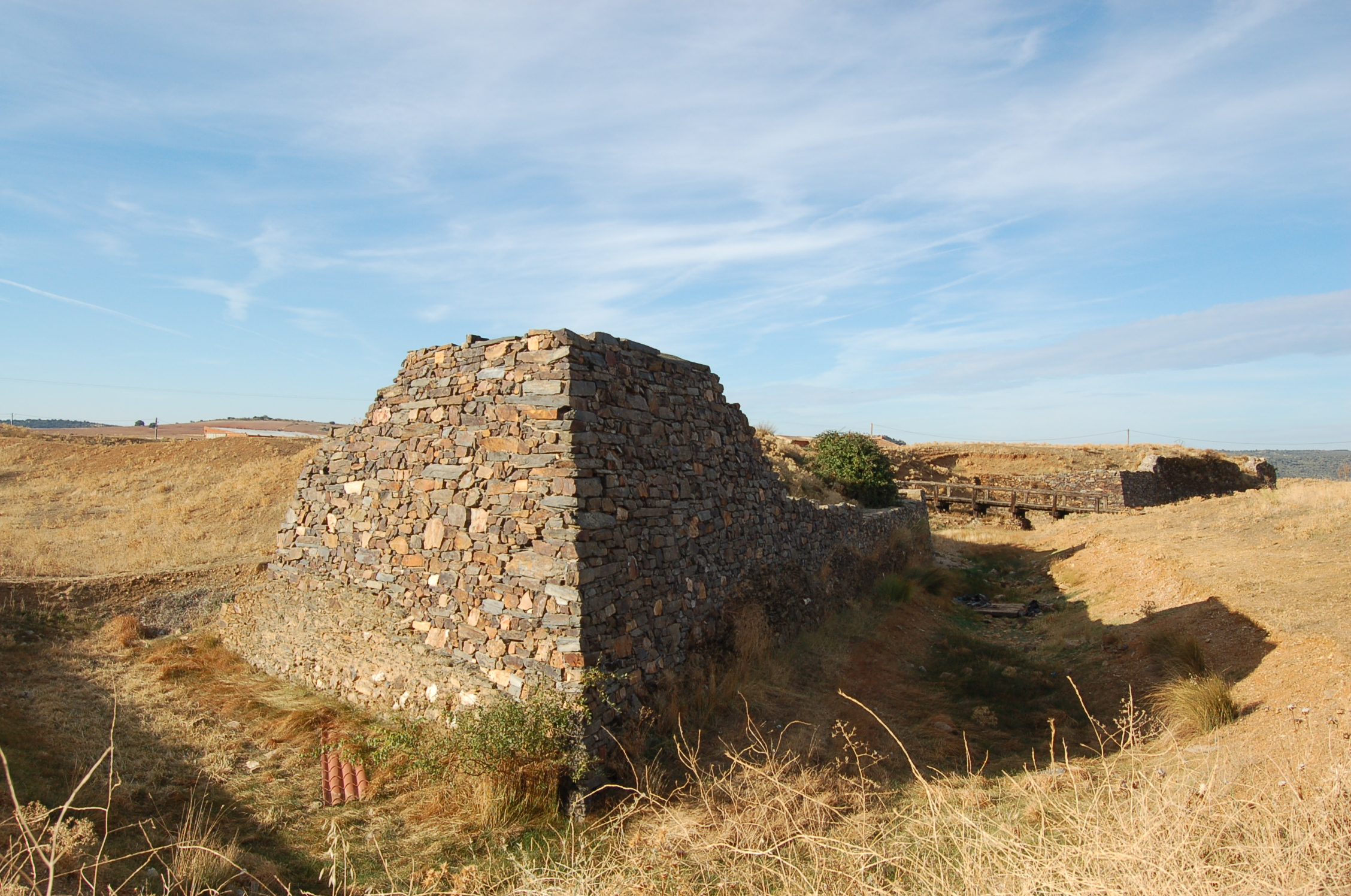
Fuerte de San Carlos, construido en el

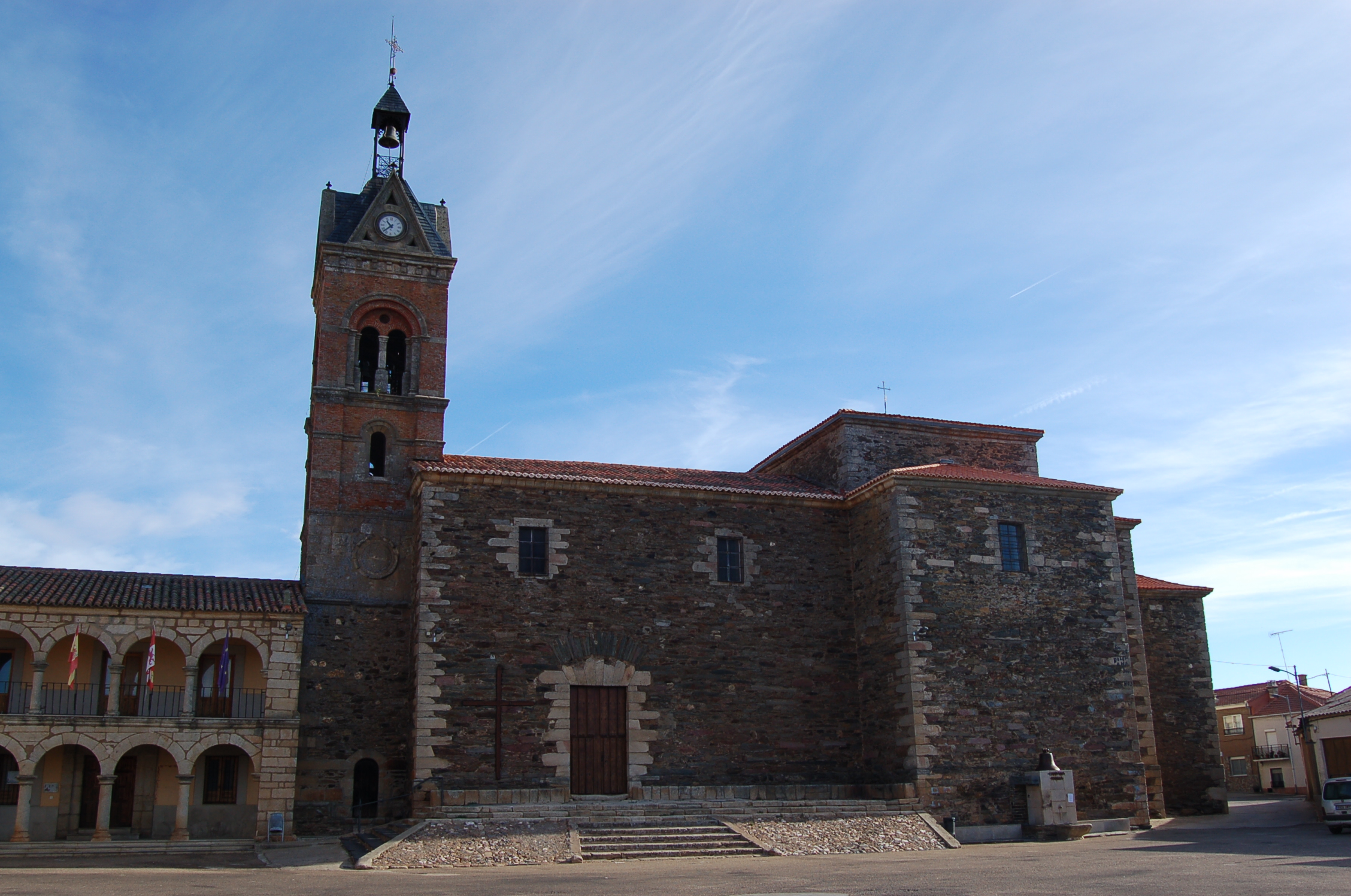
Iglesia parroquial de San Pedro

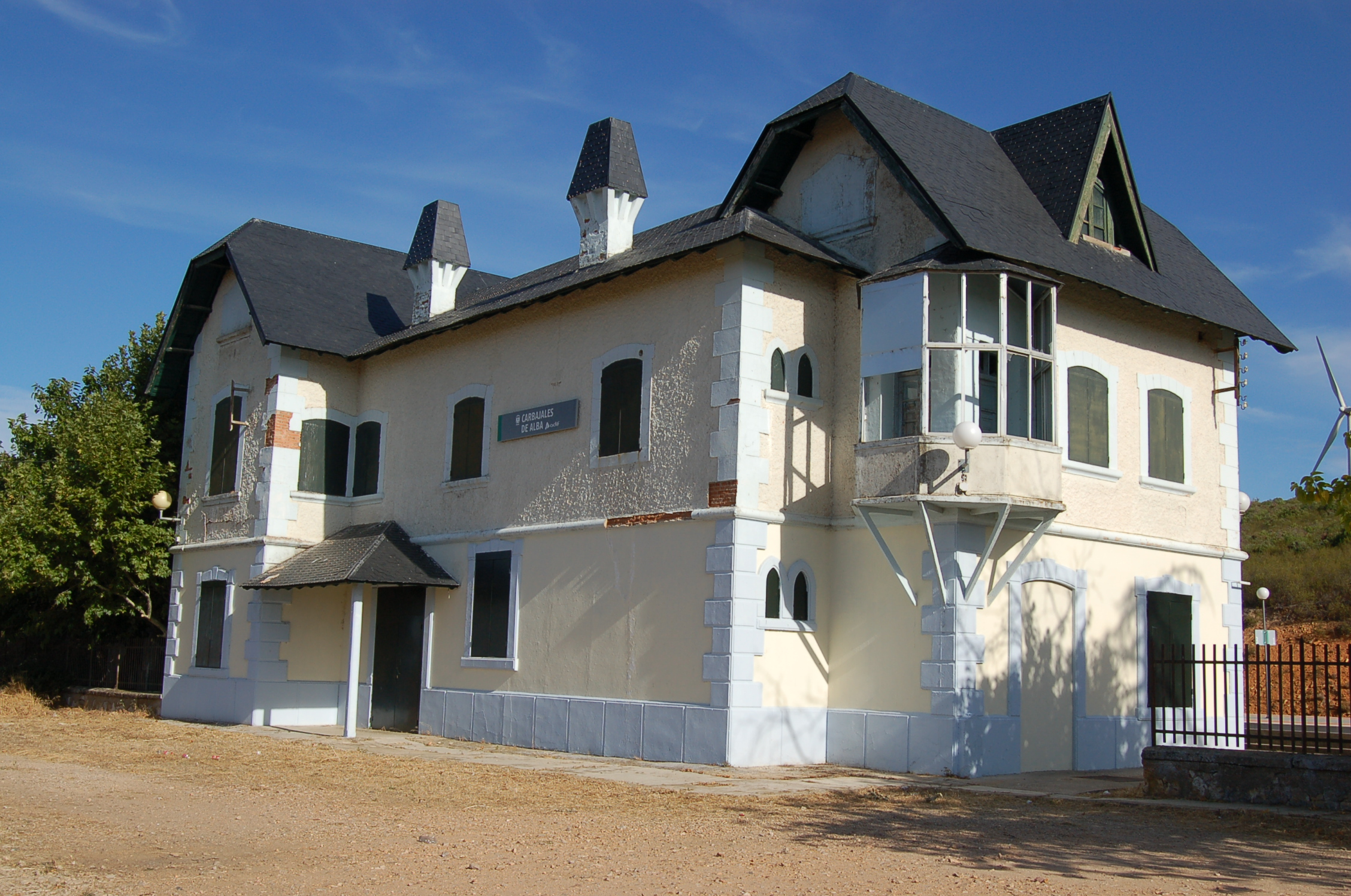
Estación de tren

Esta villa zamorana cuenta con una variada oferta turística para el viajero. Desde el turismo natural, disfrutando de los magníficos paisajes de su entorno, como los del río Aliste o el monte y la sierra de Cantadores, hasta la variada oferta monumental, de la que cabe destacar:
- Fuerte de San Carlos: construido en el siglo XVII y reforzado en el siglo XVIII, sirvió de fortaleza en las guerras fronterizas con Portugal de la Edad Moderna, siendo uno de los dos fuertes que existen en España con forma estrellada, planta cuadrangular y baluartes.
- Iglesia parroquial de San Pedro: destaca por su gran tamaño, integra diversas etapas y estilos: el reloj es del siglo XVI, el cuerpo del siglo XVIII y la torre del siglo XIX.
- Ayuntamiento: es un bonito ejemplo de arquitectura civil con columnas dóricas y arcos de medio punto.
- Palacio del marqués de Tábara.
- Casas de Las Salinas.
- El Charicico: se trata del antiguo Lavadero comunal
- Arquitectura tradicional en general, de la que habría muestras dispersas por la localidad, perceptible en casas, balcones y rejas.
- Estación de tren.
- Ermita de San Amaro.
- Museo Taller de Bordados: es un edificio para salvaguardar un emblema de la artesanía textil documentada desde el siglo XVI: el Traje Carbajalino con sus vistosos y elaborados bordados que durante 200 años ha representado a Zamora en Festivales Internacionales, y que fueron inmortalizados por el fotógrafo Laurent con la representación Zamorana en la boda de Alfonso XIII.

### Patrimonio cultural

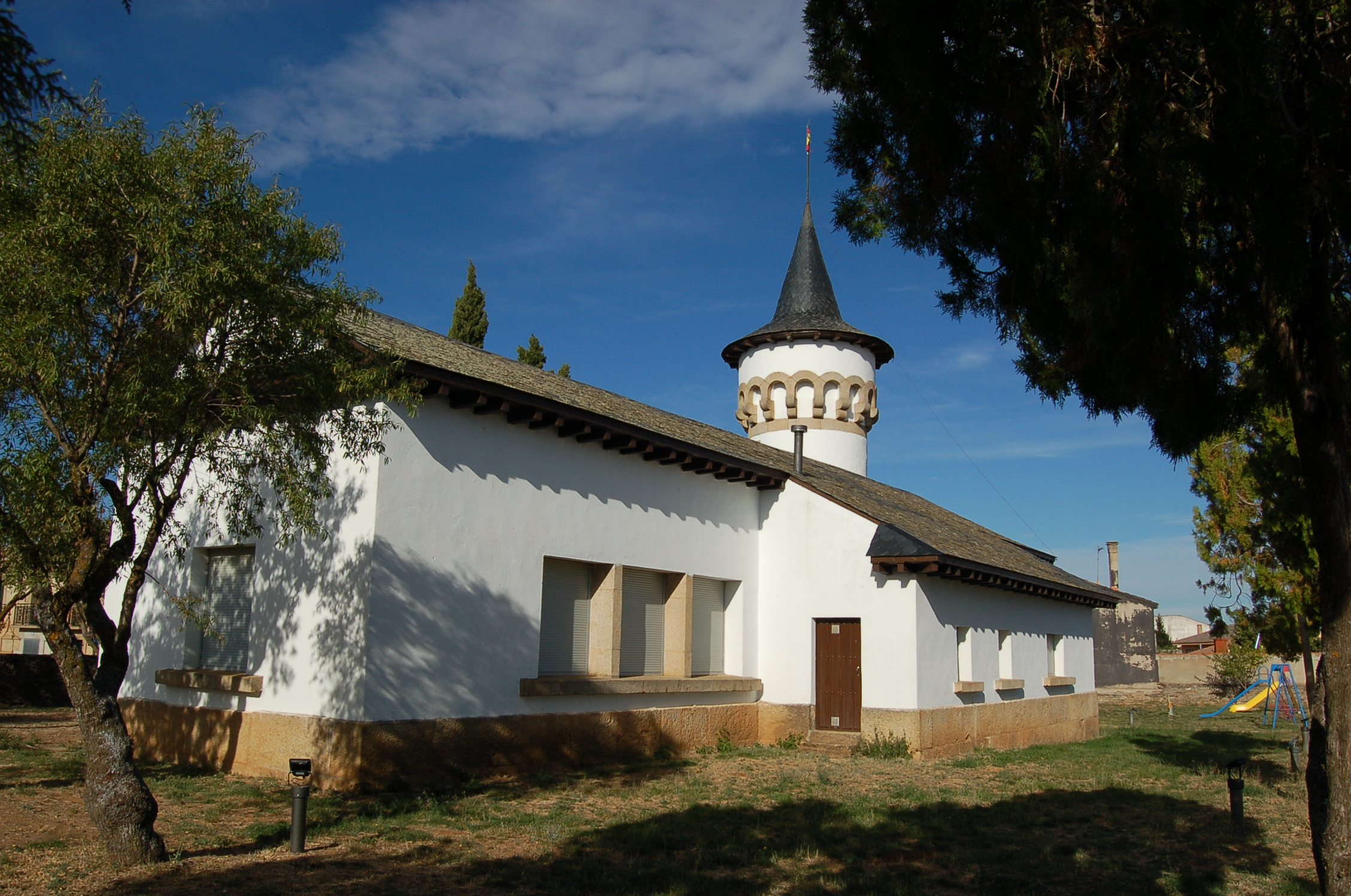
Museo-taller del bordado carbajalino

#### Traje carbajalino
Orígenes
El bordado carbajalino, cuyos orígenes se pierden más allá del siglo XVI, ha situado al traje carbajalino entre las indumentarias artesanas más coloridas de España, además de haber tenido reconocimiento internacional, como el «Primer Festival Folclórico Mundial de Baviera 1985». El mejor paño de la salmantina Béjar, las doradas lentejuelas catalanas de Barcelona y los zapatos de Valencia adquieren vida para ser lucidos luego por la Virgen de Árboles.
El bordado carbajalino aparece en una zona de fuerte personalidad cultural e histórica; dentro de una unidad geográfica, la comarca natural de Los Carbajales o Tierra de Alba, situada en el centro de la provincia de Zamora, ocupando los valles inferiores del Esla y del Aliste, a pesar de lo cual no es un hecho aislado en el contexto cultural de Alba, ni en el de la zona Oeste. Existen bastantes puntos de coincidencia entre el traje de Carbajales y el leonés o el charro salmantino. Además de contar con muchas piezas idénticas o similares, hay un rasgo que los hermana: el predominio de las flores y el color en el traje femenino, así como el empleo de lentejuelas, corales, gargantillas, etc.
Técnicas de realización
En cuanto a las técnicas de realización, tradicionalmente el bordado se ha hecho sin «falsilla» ni dibujo previo, por lo que los bordados más antiguos parecen más toscos y poco cuidados. En la actualidad sí que se emplean plantillas, siendo frecuente la repetición de cuadros e incluso la copia exacta de piezas ya existentes. Se suele bordar sobre bastidor rectangular graduable, en el que se monta el tejido; después se trazan líneas auxiliares con hilvanes para dividir el espacio en cuadrantes, en los que se instalan las composiciones que constituyen la unidad o muestra.
Piezas del traje
Todas las piezas que forman el traje carbajalino son:
- Manteo exterior: ya bordado en paño de lana con ricos y muy distintos colores. Antaño se le conocía también como el sobrenombre de Saya. Preferentemente eran de color amarillo habiéndoles también rojos y negros.
- Camisa: Son de hilo de lino, planta que se criaba en la zona; tejida en telares artesanos. Es similar a la del resto de Aliste, llevando los puños y el cuello bordados normalmente en color azul, aunque también a veces en negro (para personas que debían guardar luto).
- Jubón o jubona. Es de terciopelo con bordados en las bocamangas. Se utilizaba para sustituir a las camisas.
- Gabacha: bordada en seda con abundantes lentejuelas con formas de grecas y flores. A veces se llevaba el pañuelo de hombros, en sustitución del dengue.
- Mandil: bordado en sedas de rico colorido y con adorno de lentejuelas. Solía ser de color negro, buscando el contraste con el manteo. No era de «Picote». En Tierra de Alba solían vestirse los «mandiles alistanos de picote» con rayas rojas, amarillas y azules que se utilizaban con los trajes más sencillos de «diario», dedicados al trabajo.
- Cintas. van colocadas sobre la cabeza, sujetas por lo general sobre el moño.
- Caídas: de seda o bordadas, se colocan atadas a la cintura en la parte posterior.
- Medias. Son de hilo, blancas y casadas.
- Zapatos. Están hechos en paño y van bordados a mano, necesariamente haciendo juego con el manteo. También se utilizan de cuero y con hebillas de plata.
- Bantal o avantal: es una pieza escondida ya que se lleva situada entre el manteo y el mandil. Era una especie de bolso para guardar el pañuelo moquero, las llaves de la casa o el dinero.
- Joyas de Adorno: collar de varias vueltas de corales, medalla de plata, gargantillas, botones y gemelos e incluso bollagras con el Cristo Barrigón.
- Complementos o Alternativas: rodados y «aldilla justillo».
- Indumentaria de boda: manteo negro de raso, mantilla tapando la cabeza y mandil, ambos de terciopelo, negros y bordados.
- Vestimenta del hombre: polainas, pantalón, chaleco, faja roja, camisa blanca, pañuelo rojo para la cabeza y medias blancas.
- Capa Española: begra con vueltas rojas y verdes. La de la mujer va bordada en pedrería.

El 4 de mayo de 2013 se inauguró en Carbajales el Museo del Traje Carbajalino, situado dentro del edificio del Taller de Bordados de la villa.

#### Gastronomía
La gastronomía comarcal exalta guisos tradicionales vinculados a ritos etnográficos locales como La Puchera –patatas con Bacalao- unida a la campaña de recogida del tubérculo en otoño. Jugosas carnes de ternera (Carabajales se integra dentro del ámbito de la marca de calidad Ternera de Aliste), intensos embutidos y derivados del cerdo –jamón, chorizo, botillo, salchichón-, productos de temporada como carnes de especies cinegéticas, o el también ritual Magosto de castañas, junto a regalos del bosque como setas, moras y miel conforman un apreciado menú. En Carbajales la buena mesa es incomprensible sin el acompañamiento del crujiente y afamado Pan blanco cocido en Horno de Leña, y del remate con dulces tradicionales –rosquillas, bollos, pastas-, fruto de la sencilla combinación de ingredientes de calidad: harina, agua, huevos y un antiguo recetario.

#### Fiestas
Las principales fiestas de Carbajales de Alba son:
- 17 de enero: San Antonio Abad. Se subastan roscones de reyes y bollos en la misa.
- 2 de febrero: Día de las Candelas. En la misa de ese día hay una subasta donde se rifan bollos.
- 8 de mayo: San Miguel. Ese día los pastores de la zona llevan sus borregos a Carbajales donde compiten entre ellos. Hay premios.
- Del 1 al 10 de septiembre: fiestas patronales:
  - Día 7 de septiembre: sobre las 13 horas, llegan en el camión de la ganadería correspondiente, al corral de la Cañada, las reses (4 toros y 4 bueyes) que protagonizarán el tradicional Espanto el día siguiente. Este acto se conoce como el desenjaule, es seguido por numeroso público que en un ambiente totalmente festivo, acompañado de peñas y charanga, marca el punto de partida de los festejos taurinos de Carbajales.
  - Día 8 de septiembre: Fiesta patronal en honor a la Virgen de Árboles, que cuenta con sus tradicionales Espantos a campo abierto con más de 400 años de antigüedad. Día central de las fiestas patronales. Por la mañana se célebra la misa y correspondiente procesión en honor a la Virgen de Árboles a las 12 horas. A continuación se célebra un baile en la plaza Mayor y el correspondiente vermut y ofrenda floral a la Virgen. Posteriormente el sacerdote, según la tradición bendice la plaza para que no se registren incidencias graves en los festejos taurinos y sobre todo esa misma tarde del día 8. Ya entrada la tarde, y envueltos por el sonido de la Campana Torera, numerosos jinetes montados en sus elegantes caballos y pica en mano procedentes de diversos puntos de la geografía castellano-leonesa se concentran en la plaza Mayor a las 17 horas para dirigirse hasta el corral de la Cañada, donde a las 17:30 de la tarde se abren las puertas del corral a las reses que protagonizan el tradicional Espanto carbajalino. Más de 1000 personas se concentran cada año sobre la explanada del corral. Posteriormente, y tras llegar a la Era, las reses son espantadas y es el momento en el que comienza el otro espanto, el de ir en busca de una res espantada con la que los más taurinos del lugar pasarán toda la tarde e incluso noche. El espanto suele terminar sobre las 21 horas cuando un cohete y repique de campanas anuncian que las reses ya están en el corral. No obstante, si hay suerte, quede el toro perdido para poder acudir en su búsqueda al amanecer del día 9 tras la alborada amenizada por Alfredo y sus amigos.
- 31 de diciembre: a las 24h se prende fuego a la güera. La leña es cortada por los quintos y quintas del pueblo ayudados por sus familiares y amigos durante la semana anterior a Nochevieja, donde se comparten jornadas de convivencia, con comidas en el campo y fiesta hasta que llegue el momento cumbre en el que se prende la güera. El día de Nochevieja por la tarde, la leña cortada es llevada hasta la plaza del pueblo en tractores, dentro de un ambiente festivo. La cantidad de leña que es cortada puede variar de año en año según la cantidad de quintos que haya, pero suele oscilar entre 8 y 10 tractores. Una vez terminados estos «trabajos», todos los quintos y sus familias se reúnen en un restaurante para cenan juntos y celebrar la fiesta de los quintos. A las doce de la noche, la güera comienza a arder, dando así la bienvenida al Año Nuevo, permaneciendo durante toda la noche y gran parte del día siguiente aun los restos de dicha güera quemándose y dando el relevo a los quintos del nuevo año.